# 1570年代
| 千纪： | 2千纪                                                                                            |
| 世纪： | 15世纪 \| 16世纪 \| 17世纪                                                                       |
| 年代： | 1540年代 \| 1550年代 \| 1560年代 \| 1570年代 \| 1580年代 \| 1590年代 \| 1600年代                 |
| 年份： | 1570年 \| 1571年 \| 1572年 \| 1573年 \| 1574年 \| 1575年 \| 1576年 \| 1577年 \| 1578年 \| 1579年 |

## 大事记
- 1571年，明朝册封俺答汗为顺义王。
- 1572年，明神宗即位，张居正作为首辅主持改革。
- 1573年，织田信长放逐足利义昭，室町幕府灭亡。
- 1579年，尼德兰成立乌得勒支同盟。

## 逝世
- 明穆宗（1572年）